# Коваль, Александр Сергеевич (политик)
Александр Сергеевич Коваль (укр. Олександр Сергійович Коваль; род. 12 октября 1987, г. Костополь, Ровненская область) — украинский государственный деятель, председатель Ровенской областной государственной администрации с 27 декабря 2023 года.

## Биография
В 2004 году окончил Костопольскую общеобразовательную школу-комплекс I—III ступеней № 6 Ровненской области.
В 2004—2009 годах — студент Национального университета водного хозяйства и природопользования по специальности «Экология и охрана окружающей среды».
С декабря 2019 по декабрь 2020 года возглавлял Костопольскую районную государственную администрацию Ровненской области.
В декабре 2020 — марта 2021 года — первый заместитель городского головы Костопольского городского совета.
С 5 марта 2021 по 27 декабря 2023 года — председатель Ровненской районной государственной администрации Ровненской области.
С 27 декабря 2023 года — председатель Ровненской областной государственной администрации — начальник Ровненской областной военной администрации.

## Личная жизнь
Женат, воспитывает сына.